# Parchomiwci
Parchomiwci (ukr. Пархомівці) – wieś na Ukrainie, w obwodzie chmielnickim, w rejonie chmielnickim, w hromadzie Chmielnicki. W 2001 liczyła 951 mieszkańców, spośród których 935 wskazało jako ojczysty język ukraiński, 14 rosyjski, 1 rumuński, a 1 ormiański.